# Gottfried Kruchen
Gottfried Kruchen (* 13. September 1913 in Bocholt; † 20. Oktober 1979 in Münster) war ein deutscher Theologe und Professor für Katholische Theologie und ihre Didaktik an der Pädagogischen Hochschule in Münster.

## Leben
Kruchen wurde am 13. September 1913 in Bocholt geboren. Nach dem Studium der Katholischen Theologie in Münster und Freiburg wurde er am 17. Dezember 1938 in Münster zum Priester geweiht. Zunächst war er als Kaplan und Präses in Marl-Hüls, Wettringen, Nienberge und Gremmendorf tätig.
Das Thema seiner Dissertation war „Die Bibel Bernhard Overbergs: ein Beitrag zur Geschichte der Religionspädagogik im Bistum Münster.“ Nach seiner Promotion zum Dr. theol. im Jahr 1956 war Kruchen Studentenseelsorger an der damaligen Pädagogischen Akademie in Münster, der späteren Pädagogischen Hochschule Westfalen-Lippe, Abteilung Münster.
Hier wurde er 1960 zum Professor für Religionslehre und Didaktik des katholischen Religionsunterrichts berufen. Diesen Lehrstuhl hatte er bis zu seiner Emeritierung im Jahr 1978 inne. Zudem war er seit 1964 für das Bistum Münster Direktor des St.-Ansgar-Werkes, dessen Zweck die Unterstützung und Förderung der kirchlichen Aufgaben in den nordischen Ländern ist. Neben seiner langjährigen Tätigkeit als Hochschullehrer vor Studenten des Lehramts für Religionsunterricht an Schulen galten seine besondere Sorge und Arbeit dem St.-Ansgar-Werk. 
In diesem Zusammenhang unternahm er des Öfteren in den Semesterferien mit Studenten und Lehrern Fahrten in die nordischen Länder. Dem Anschauungsunterricht in die Bibelkunde dienten seine Reisen mit Studenten nach Israel. Über die Pädagogische Hochschule in Münster hinaus knüpfte Kruchen Beziehungen zu pädagogischen Zentren im Ausland. Ein charakteristisches Kennzeichen seines Wesens waren seine große Kontaktfähigkeit und seine Freude an mitmenschlichen Beziehungen.
| Personendaten    | Personendaten                                              |
| ---------------- | ---------------------------------------------------------- |
| NAME             | Kruchen, Gottfried                                         |
| KURZBESCHREIBUNG | deutscher Theologe und Professor für Katholische Theologie |
| GEBURTSDATUM     | 13. September 1913                                         |
| GEBURTSORT       | Bocholt                                                    |
| STERBEDATUM      | 20. Oktober 1979                                           |
| STERBEORT        | Münster                                                    |